# ويليام هنري ميلر (مهندس معماري)
ويليام هنري ميلر (بالإنجليزية: William Henry Miller)‏ هو مهندس معماري أمريكي، ولد في 1848، وتوفي في 1922.